# 上諏訪町
上諏訪町（かみすわまち）は長野県諏訪郡にあった町。現在の諏訪市大字上諏訪および諏訪市中心部にあたる。
本項では町制前の名称である上諏訪村（かみすわむら）についても述べる。

## 地理
- 山：大見山
- 湖沼：諏訪湖、蓼の海
- 河川：上川、角間川

## 歴史
- 1873年（明治7年）10月13日 - 筑摩県諏訪郡大和村・下桑原村[1]・小和田村が合併して上諏訪村となる。
- 1876年（明治9年）8月21日 - 上諏訪村が長野県の所属となる。
- 1889年（明治22年）4月1日 - 町村制の施行により、上諏訪村が単独で自治体を形成。
- 1891年（明治24年）4月28日 - 上諏訪村が町制施行して上諏訪町となる。
- 1941年（昭和16年）8月10日 - 豊田村・四賀村と合併して諏訪市が発足。同日上諏訪町廃止。

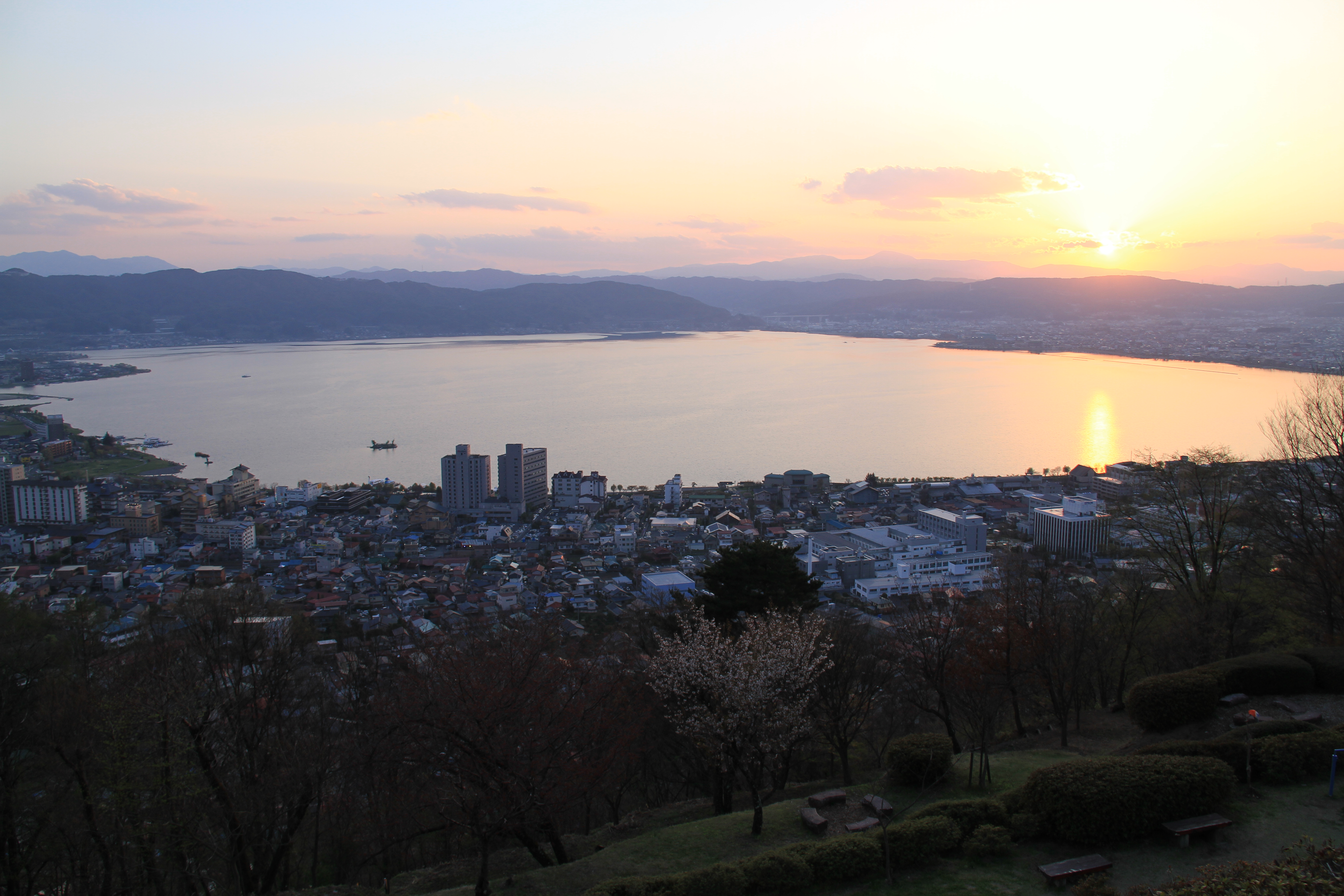
夕暮れ時の諏訪湖周辺の町並み
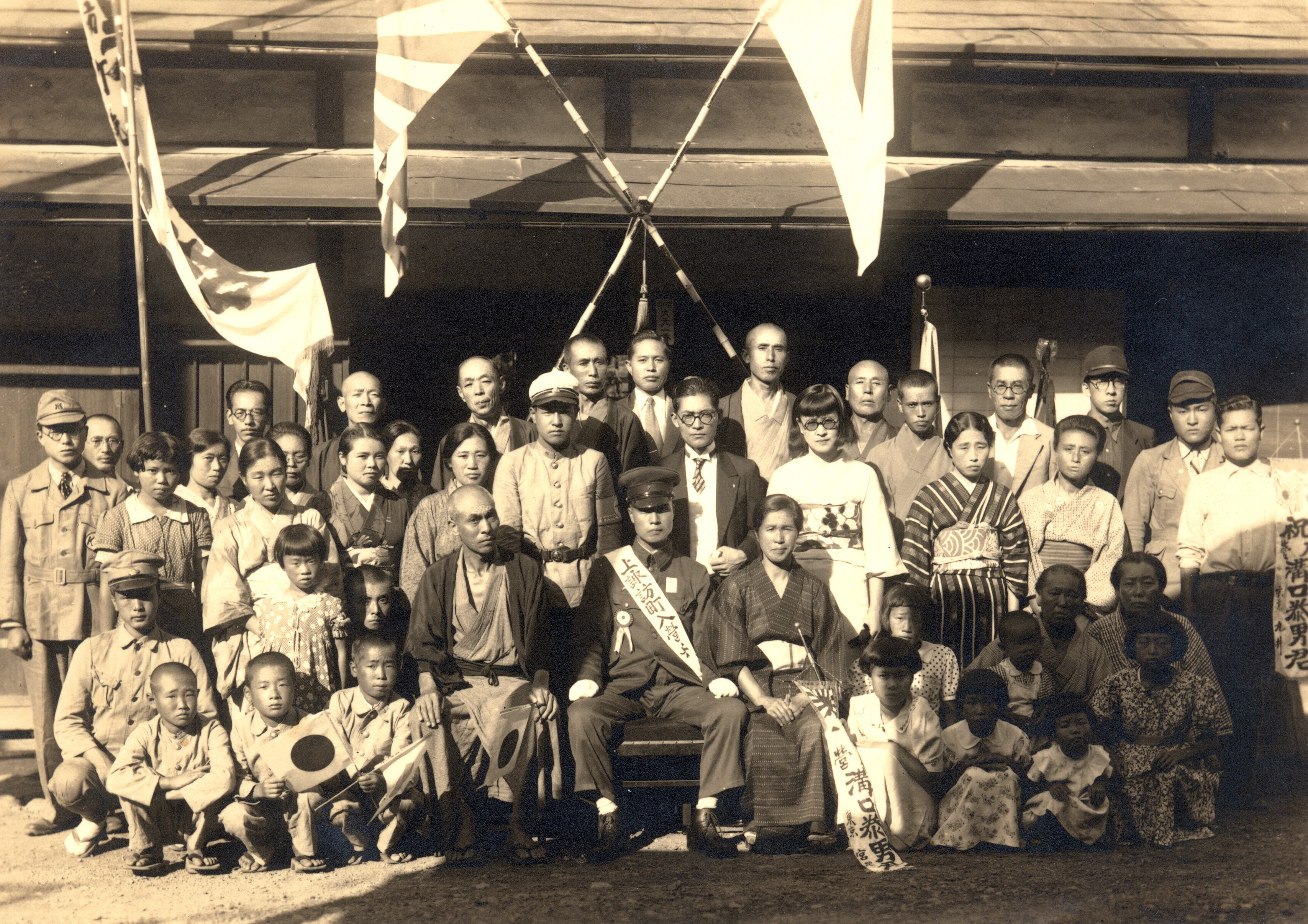
上諏訪町の入営する青年の家族写真(1939年)

## 有名な出身者
- 有賀槐三
- 池田生二
- 伊藤松雄
- 今井光也
- 太田敬三
- 小口正七
- 河合曾良
- 北澤國男
- 木之下晃
- 木村岳風
- 小松直治
- 島木赤彦
- 信州山由金
- 武川忠一
- 千野敏子
- 新田次郎  （角間新田）
- 土田耕平
- 土橋八千太
- 長坂端午
- 永田鉄山
- 新村英一
- 野澤清志
- 伴俊男
- 藤森栄一
- 藤森鉄雄
- 藤森成吉
- 藤森良蔵
- 藤原咲平  （角間新田）
- 丸山永畝
- 宮坂伊兵衛
- 宮坂作衛
- 三輪知雄
- 矢沢大二
- 山崎元一
- 山田譲
- 山中謙二

## 町長
- 金井清
- 宮坂作衛

## 交通

### 鉄道路線
- 鉄道省
  - 中央本線
    - 上諏訪駅

### 道路
- 国道8号（現・国道20号）